# موشيه بار آشر
موشيه بار أشر (بالعبرية: משה בר-אשר؛ ولد عام 1939، قصر السوق، المغرب) هو لغوي إسرائيلي من أصل يهودي مغربي ورئيس مجمع اللغة العبرية في القدس.

## حياته
ولد بار آشر في قصر السوق (الرشيدية الحديثة) ، في ولاية تافيلالت ("مرج التّمور") الواقعة في الجنوب الشرقيّ للمغرب، في عام 1939. هاجر إلى إسرائيل في عام 1951 عندما كان في الثانية عشرة من عمره. و هو أخ المستشرق المهتم بالإسلام واللغة العربية مئير بار آشر.
ووالداه هما سارة وأبراهام بن هروش. اعتاش والده الذي كان حاخامًا يهوديًّا من نسخ التوراة، وهو تلميذ الرّابي إسرائيل أبو حصيرة (الملقَّب: بابا سالي).

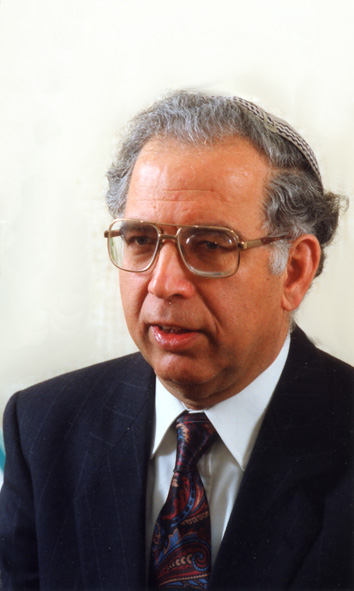
Moshe_Bar-Asher

## دراسته
حصل بار آشر على شهادة الدكتوراه من الجامعة العبرية في عام 1976.
بين عامي 1981 و 1983 كان رئيس قسم اللغة العبرية في الجامعة
ومن 1983 إلى 1986 رئيس معهد الدراسات اليهودية بالجامعة.
في عام 1987 أصبح نائب رئيس أكاديمية اللغة العبرية، الذي عين رئيسا له في عام 1993.